# Alfabetul azer
Alfabetul azer (azeră Azərbaycan əlifbası) din Republica Azerbaidjan este un alfabet cu grafie latină, folosit pentru scrierea limbii azere. Acesta a înlocuit versiunile anterioare bazate pe litere arabe și ulterior chirilice.
În Iran, în schimb, limba azeră continuă să fie scrisă cu litere arabe. Deși au fost unele eforturi de standardizare, ortografia și setul de litere folosite diferă pe scară largă în rândul scriitorilor azeri iranieni, cu cel puțin două ramuri majore: ortografia folosită de Behzad Behzadi și revista Azari, și ortografia folosită de revista Varliq  (ambele sunt reviste trimestriale publicate în Teheran).
În Rusia, azera este scrisă și azi tot cu alfabet chirilic.

## Istorie și dezvoltare
La Primul Congres Turcologic de la Baku în 1926, trecerea la grafia latină a fost votată cu 101 la 7. Poetul azer Samad Vurgun a declarat:      "Sunt mândru că poporul azer  a fost primul din Orient care a îngropat alfabetul arab și a adoptat alfabetul latin. Acest eveniment este scris cu litere de aur în istoria noastră"    Ca urmare, în Uniunea Sovietică, în 1926 alfabetul turcic a fost introdus pentru a înlocui tipurile de scriere arabă în uz la acea vreme.                  În 1939, în timpul Terorii Roșii, Iosif Stalin a ordonat ca scrierea folosită în URSS să fie din nou schimbată, de data asta cu grafie chirilică, în scopul de a tăia legăturile azerilor sovietici cu Republica Turcia.
Când Uniunea Sovietică s-a prăbușit în 1991 și Azerbaidjanul și-a câștigat independența, una dintre primele legi adoptate în noul parlament a fost noua grafie latină. Iată principalele reforme ale scrierii azere:
- Din 1929 până în 1939 (primul alfabet folosind grafia latină):
Aa, Bʙ, Cc, Çç, Dd, Ee, Əə, Ff, Gg, Ƣƣ, Hh, Ii, Ьь, Jj, Kk, Qq, Ll, Mm, Nn, Oo, Ɵɵ, Pp, Rr, Ss, Șș, Tt, Uu, Vv, Xx, Yy, Zz, Ƶƶ
- Din 1939 până în 1958 (prima versiune a alfabetului  chirilic):
Аа, Бб, Вв, Гг, Ғғ, Дд, Ее, Әә, Жж, Зз, Ии, Йй, Кк, Ҝҝ, Лл, Мм, Нн, Оо, Өө, Пп, Рр, Сс, Тт, Уу, Үү, Фф, Хх, Һһ, Цц, Чч, Ҹҹ, Шш, Ыы, Ээ, Юю, Яя, ' (apostrof)
- Din 1958 până în 1991 (versiune simplificată a alfabetului chirilic cu Јј împrumutat din limba latină):
Аа, Бб, Вв, Гг, Ғғ, Дд, Ее, Әә, Жж, Зз, Ии, Ыы, Јј, Кк, Ҝҝ, Лл, Мм, Нн, Оо, Өө, Пп, Рр, Сс, Тт, Уу, Үү, Фф, Хх, Һһ, Чч, Ҹҹ, Шш, ' (apostrof)
- Din 1991 până în 1992 (versiunea modernă a alfabetului cu grafie latină):
Aa, Ää, Bb, Cc, Çç, Dd, Ee, Ff, Gg, Liderul, Hh, Xx, Iı, Ii, Jj, Kk, Qq, Ll, Mm, Nn, Oo, Öö, Pp, Rr, Ss, Șș, Tt, Uu, Üü, Vv, Yy, Zz
- Din 1992 (versiunea curentă a alfabetul modern folosind grafia latină, care înlocuiește Ää cu istoricul Əə):
Aa, Bb, Cc, Çç, Dd, Ee, Əə, Ff, Gg, Liderul, Hh, Xx, Iı, Ii, Jj, Kk, Qq, Ll, Mm, Nn, Oo, Öö, Pp, Rr, Ss, Șș, Tt, Uu, Üü, Vv, Yy, Zz

Alfabetul azer este același ca și alfabetul turc, cu excepția Əə, Xx, și Qq, litere pentru sunete care nu există ca foneme separate în limba turcă. 

## Transliterare
Alfabetele arab, latin, și chirilic au fiecare o altă ordine a literelor. În tabelul de mai jos literele sunt ordonate în conformitate cu cel mai recent alfabet latin:
| Arabic     | Cyrillic  | Cyrillic  | Latin     | Latin     | Latin     | Latin | IPA           |
| –1922      | 1939–1958 | 1958–1991 | 1922–1933 | 1933–1939 | 1991–1992 | 1992– | IPA           |
| ---------- | --------- | --------- | --------- | --------- | --------- | ----- | ------------- |
| ا          | А а       | А а       | A a       | A a       | A a       | A a   | [ɑ]           |
| ب          | Б б       | Б б       | B b       | B ʙ       | B b       | B b   | [b]           |
| ج          | Ҹ ҹ       | Ҹ ҹ       | C c       | Ç ç       | C c       | C c   | [dʒ]          |
| چ          | Ч ч       | Ч ч       | Ç ç       | C c       | Ç ç       | Ç ç   | [tʃ]          |
| د          | Д д       | Д д       | D d       | D d       | D d       | D d   | [d]           |
| ئ          | Е е       | Е е       | E e       | E e       | E e       | E e   | [e]           |
| أ          | Ә ә       | Ә ә       | Ə ə       | Ə ə       | Ä ä       | Ə ə   | [æ]           |
| ف          | Ф ф       | Ф ф       | F f       | F f       | F f       | F f   | [f]           |
| گ          | Ҝ ҝ       | Ҝ ҝ       | Ƣ ƣ       | G g       | G g       | G g   | [ɟ]           |
| غ          | Ғ ғ       | Ғ ғ       | G g       | Ƣ ƣ       | Ğ ğ       | Ğ ğ   | [ɣ]           |
| ح,‎ ه       | Һ һ       | Һ һ       | H h       | H h       | H h       | H h   | [h]           |
| خ          | Х х       | Х х       | X x       | X x       | X x       | X x   | [x]           |
| ؽ          | Ы ы       | Ы ы       | I̡ ı̡       | Ь ь       | I ı       | I ı   | [ɯ]           |
| ی          | И и       | И и       | I i       | I i       | İ i       | İ i   | [ɪ]           |
| ژ          | Ж ж       | Ж ж       | Ƶ ƶ       | Ƶ ƶ       | J j       | J j   | [ʒ]           |
| ک          | К к       | К к       | Q q       | K k       | K k       | K k   | [c], [ç], [k] |
| ق          | Г г       | Г г       | K k       | Q q       | Q q       | Q q   | [ɡ]           |
| ل          | Л л       | Л л       | L l       | L l       | L l       | L l   | [l]           |
| م          | М м       | М м       | M m       | M m       | M m       | M m   | [m]           |
| ن          | Н н       | Н н       | N n       | N n       | N n       | N n   | [n]           |
| ۇ          | О о       | О о       | O o       | O o       | O o       | O o   | [ɔ]           |
| ؤ          | Ө ө       | Ө ө       | Ɵ ɵ       | Ɵ ɵ       | Ö ö       | Ö ö   | [œ]           |
| پ          | П п       | П п       | P p       | P p       | P p       | P p   | [p]           |
| ر          | Р р       | Р р       | R r       | R r       | R r       | R r   | [r]           |
| ث,‎ س,‎ ص    | С с       | С с       | S s       | S s       | S s       | S s   | [s]           |
| ش          | Ш ш       | Ш ш       | З з       | Ș ș       | Ș ș       | Ș ș   | [ʃ]           |
| ت,‎ ط       | Т т       | Т т       | T t       | T t       | T t       | T t   | [t]           |
| و          | У у       | У у       | Y y       | U u       | U u       | U u   | [u]           |
| ۆ          | Ү ү       | Ү ү       | U u       | Y y       | Ü ü       | Ü ü   | [y]           |
| ۏ          | В в       | В в       | V v       | V v       | V v       | V v   | [v]           |
| ی          | Й й       | Ј ј       | J j       | J j       | Y y       | Y y   | [j]           |
| یا         | Я я       | ЈА jа     | ЈА ја     | ЈА ја     | YA ya     | YA ya | [jɑ]          |
| یئ         | Е е1      | ЈЕ је     | ЈE јe     | ЈE јe     | YE ye     | YE ye | [je]          |
| ائ         | Э э1      | Е е       | E e       | E e       | E e       | E e   | [e]           |
| یۇ         | Йо йо     | ЈО јо     | ЈO јo     | ЈO јo     | YO yo     | YO yo | [jɔ]          |
| یو         | Ю ю       | ЈУ ју     | JY jy     | ЈU јu     | YU yu     | YU yu | [ju]          |
| ذ,‎ ز,‎ ض,‎ ظ | З з       | З з       | Z z       | Z z       | Z z       | Z z   | [z]           |

1 – la început de cuvânt și după vocale
Alfabetul azero-perso-arab conține, de asemenea, litera ڭ. Inițial ڭ se folosea pentru sunetul [ŋ], care apoi a fuzionat cu [n].
Litera Цц, destinată sunetului [ts] în împrumuturi, a fost folosită până în 1951. În azeră, sunetul [ts], în general, devine [s].